# Internationaler katholischer Verband für Mädchen- und Frauensozialarbeit
Der Internationale katholische Verband für Mädchen- und Frauensozialarbeit (fr.: Association Catholique Internationale de Service pour la Jeunesse Féminine, ACISJF), auch unter der Bezeichnung IN VIA ("Auf dem Weg") bekannt, ist eine vom Päpstlichen Rat für die Laien anerkannte, im Register der internationalen Laiengemeinschaften aufgeführte internationale katholische Vereinigung von Gläubigen.
Der Verband wurde 1897 in Fribourg/Schweiz gegründet hat heute seinen Sitz in Genf und umfasst 35 Mitgliedsgemeinschaften aus 33 Ländern. Er ist eine Nichtregierungsorganisation und Mitglied in der WUCWO und der UNESCO. Im Europarat ist er beratendes Mitglied. Beim Wirtschafts- und Sozialrat der Vereinten Nationen hat die Organisation einen Konsultativstatus inne.

## Geschichte
Zum Ende des 19. Jahrhunderts war die industrielle und soziale Entwicklung schnell vorangeschritten und die Frauen wurden mehr und mehr in diesen Prozess verwickelt. Hieraus entstanden in den neuen Gesellschaften Bestrebungen, die sich für die Selbstbestimmung und Gleichberechtigung der Frauen in der sich entwickelnden Arbeitswelt einsetzten. Im Zuge der christlichen Frauenbewegung wurden Vereinigungen und Verbände gegründet, die sich für die Belange der Frauen in Beruf und Familie einsetzten.
Im Jahre 1897 gründete Louise de Reynold (1827–1912) im schweizerischen Freiburg die erste internationale katholische Frauenorganisation. Sie trug den Namen: „Internationale Gemeinschaft zum Schutz der weiblichen Jugend“. Zu ihren Gründungsmitgliedern gehörten Frauenorganisationen aus Deutschland, Großbritannien, Österreich-Ungarn, Luxemburg, Frankreich, Italien, den Niederlanden, Skandinavien und Rumänien. Die Organisation weitete 1898 ihre Tätigkeiten von Russland bis in die USA aus, sie war Gründungsmitglied der Weltunion katholischer Frauenverbände, die 1910 gegründet wurde. Zwischen den Jahren 1914–1918 ruhte die Arbeit der Organisation. Nach dem Zweiten Weltkrieg umfasste der Mitgliedbereich auch Lateinamerika und Afrika. 1956 wurde die Generalversammlung in Mexiko abgehalten, gleichzeitig wurden die regionalen Verbände neu organisiert. Nach 1964 erfolgte die organisatorische und geistliche Anpassung an die Vorgaben des Zweiten Vatikanischen Konzils mit der heute gängigen Bezeichnung „Internationaler katholischer Verband für Mädchen- und Frauensozialarbeit“ ein. 1980 verabschiedete die Generalversammlung die neuen Satzungen und führte die Kurzbezeichnung „IN VIA“ ein.

## Selbstverständnis
Seit der Gründung hatte man sich zum Ziel gesetzt junge Frauen und Mädchen, die aus arbeitstechnischen Gründen ihren Wohnort verlassen mussten und ihr Leben in einer neuen Umwelt gestalten mussten, zu unterstützen. Das führte letztendlich dazu Ausbildungs- und Lehreinrichtungen aufzubauen, die gleichzeitig eine neue Heimat anboten und eine Vielfalt von sozialen und integrativen Elementen mit sich führten. Die Einrichtungen wurden von hauptberuflichen Kräften und freiwilligen Mitarbeiterinnen geführt und reflektierten die dringende Notwendigkeit einer sowohl christlichen als auch organisatorischen Hilfe für Jugendliche. Das Aufgabenspektrum umfasst Pflege und Gesundheit, Soziale Arbeit, Hauswirtschaft und Ernährung sowie Management und EDV. Im Artikel 1 der Verbandssatzung wird festgelegt, dass der Verband die ganzheitliche Förderung von Mädchen und jungen Frauen außerhalb des familiären Umfeldes zum Ziel hat, damit sie sich entsprechend ihren Fähigkeiten und Zielen entfalten können". Zielsetzung des internationalen Verbandes ist es, Lösungen für grenzübergreifende Probleme zu suchen, den Erfahrungsaustausch zu fördern und auf internationaler Ebene Lobbyarbeit zu machen.

## Organisation und Verbreitung
Die ACISJF führt in einem Vierjahresrhythmus Generalversammlungen durch, diese sind das offizielle Organ. Einmal im Jahr wird ein Internationaler Rat einberufen, dieser setzt sich aus der Präsidentin der ACISJF, der Präsidentin der WUCWO, dem Kirchlichen Assistenten und je zwei Vertreterinnen der Regionalkommissionen aus Europa sowie Lateinamerika und der Karibik, zusammen.  Die Mitgliedsorganisationen können als Vollmitglieder, assoziierte Mitglieder oder als korrespondierende Mitglieder dem Verband beitreten. Der Verband zählt derzeitig 35 nationale Frauenorganisationen aus 33 Ländern (Afrika, Asien, Europa, Nordamerika und Südamerika) zu seinen Mitgliedern. Zu den Publikationen gehört das halbjährliche Bulletin Contacts, welches in französischer, spanischer und deutscher Sprache erscheint. Der Hauptsitz des Verbandes ist Genf. Das aktuelle Präsidium ist wie folgt aufgestellt: Generalpräsidentin:  Odile Moreau (Frankreich); Vize-Generalpräsidentin: Bertha Diaz Infante Kohrs (Mexico); Kirchlicher Assistent:  Pater Roland-Bernhard Trauffer OP  (Schweiz); Kassiererin: Monique Sinniger (Schweiz); Internationale Sekretärin: Clarisse Miazza (Schweiz); Kommission für Kommunikation: Dietlinde Jakowetz (Deutschland) und Edith Chauveau (Frankreich).